# Anthurium bromelicola
Anthurium bromelicola är en kallaväxtart som beskrevs av Simon Joseph Mayo och L.P.Félix. Anthurium bromelicola ingår i släktet Anthurium och familjen kallaväxter.

## Underarter
Arten delas in i följande underarter:
- A. b. bahiense
- A. b. bromelicola